# Third Day (álbum)
Third Day é o álbum de estreia da banda homónima, lançado em 1996.
A faixa "Consuming Fire" ganhou um Billboard Award na categoria Melhor Vídeo Cristão. O álbum atingiu o nº 24 do Heatseekers, o nº 11 do Top Contemporary Christian.

## Faixas
1. "Nothing At All" - 5:13
2. "Forever" - 3:48
3. "Mama" - 3:52
4. "Love Song" - 3:54
5. "Blackbird" - 4:03
6. "Thief" - 4:25
7. "Consuming Fire" - 4:10
8. "Did You Mean It" - 4:11
9. "Holy Spirit" - 2:23
10. "Livin' For Jesus" - 2:19
11. "Take My Life" - 2:17
12. "Praise Song" - 3:01